# Murina loreliae
Murina loreliae — вид ссавців родини лиликових. Названий на честь д-р Мітчела Лорелі (Lorelie Mitchell), давнього прихильника досліджень кажанів.

## Опис
Кажан невеликого розміру, із загальною довжиною між 71 і 85 мм, довжина передпліччя між 30,8 і 35,6 мм, довжина хвоста 30 мм, довжина стопи 9 мм, довжиною вух від 14 до 16 мм і масою до 6,5 гр.
Шерсть довга і тягнеться на крилах до висоти ліктів і колін. Спинна частина червонувато-коричнева, в той час як черевна частина біла з основою волосся чорно-бурою. Морда має чорну маску навколо рота, щоки, підборіддя й очей; морда вузька, витягнута, з виступаючими ніздрями. Очі дуже малі. Вуха довгі, округлі й добре відокремлені один від одного. Козелка довгі й конічні. Крила прикріплені до задньої частини основи великого пальця. Ступні маленькі і покриті волосками. Хвіст довгий і повністю включені у велику хвостову мембрану, яка щільно покрита волоссям такого ж кольору що на спинній поверхні. Калькар довгий.

## Проживання
Цей вид відомий тільки з одного дорослого самця захопленого в 2004 році в південній китайській провінції Гуансі і трьома особинами, спійманими в 2011 році в природному заповіднику Нгок Лінь в центральному В'єтнамі. Живе у вічнозелених лісах на висоті між 978 і 1682 метрів над рівнем моря.

## Звички
Харчується комахами.